# Hermes (Berlijn)
Hermes is een historisch merk van motorfietsen.
De bedrijfsnaam was: Hermes Motorfahrzeug GmbH, Berlin.
Het Duitse merk Hermes begon in 1924 met de productie van motorfietsen, op een moment dat er alleen al in Berlijn tientallen kleine motorfietsmerken actief waren. De meesten richtten zich op de markt voor goedkope, lichte motorfietsen waarvoor Duitse inbouwmotoren werden ingekocht. Hermes zocht het in het duurdere marktsegment met Britse 348-, 498- en 678 cc JAP-zij- en kopklepmotoren, maar de productie-aantallen bleven beperkt en al in 1925 verdween het merk van de markt.
- Andere merken met de naam Hermes, zie Hermes (Birmingham) - Hermes (Hamburg) - Hermes (Nederland) - Hermes (Varberg).